# Methanothermococcus
A Methanothermococcus a Methanococcaceae családba tartozó Archaea nem. Az archeák – ősbaktériumok – egysejtű, sejtmag nélküli prokarióta szervezetek.

## Fordítás
- Ez a szócikk részben vagy egészben  a   Methanothermococcus című angol Wikipédia-szócikk fordításán alapul.  Az eredeti cikk szerkesztőit annak laptörténete sorolja fel. Ez a jelzés csupán a megfogalmazás eredetét és a szerzői jogokat jelzi, nem szolgál a cikkben szereplő információk forrásmegjelöléseként.

### Tudományos folyóiratok
- KogaY (1998). „Correlation of polar lipid composition with 16S rRNA phylogeny in methanogens. Further analysis of lipid component part”. Biosci. Biotechnol. Biochem. 62 (2), 230–236. o. DOI:10.1271/bbb.62.230.
- Balch WE (1979). „Methanogens: reevaluation of a unique biological group”. Microbiol. Rev. 43 (2), 260–296. o. PMID 390357. PMC 281474.

### Tudományos könyvek
- Whitman, WB.szerk.: DR Boone: Genus II. Methanothermococcus gen. nov., Bergey's Manual of Systematic Bacteriology Volume 1: The Archaea and the deeply branching and phototrophic Bacteria, 2nd, New York: Springer Verlag (2001. március 20.). ISBN 978-0-387-98771-2

### Tudományos adatbázisok
- Methanothermococcus PubMed hivatkozásai
- Methanothermococcus PubMed Central hivatkozásai
- Methanothermococcus Google Scholar hivatkozásai